# Birge Schade
Pour les articles homonymes, voir Schade.
Birge Schade, née à Wilster (Schleswig-Holstein, en Allemagne) le 7 février 1965, est une actrice de cinéma allemande qui est apparue dans plus de 90 films depuis 1989.

## Filmographie partielle

### Au cinéma
- 1989 : Journal d'une paysanne
- 1996 : Au-delà du silence
- 2002 : Baader
- 2014 : Chemin de croix

### À la télévision
- 1997 : Un cas pour deux
- 2000 : Rex, chien flic, épisode Eiskalt : Lisa Altmann
- 2014 : Tatort, épisode Franziska : Katharina Streiter